# Steve Holley
Pour les articles homonymes, voir Holly et Holley.
Stephen Jeffrey Holley, né le 24 août 1954 à Londres, est un batteur de rock anglais. Il a été membre du groupe Wings d'août 1978 à avril 1981. En 1984, il a joué de la batterie et des percussions dans le premier album de Julian Lennon Valotte. Il a également tourné avec Ian Hunter à la batterie et aux chœurs, y compris une tournée de retrouvailles avec Mott the Hoople en 2018 et 2019.

## Jeunesse
Steve est né à Londres. Son père, Jeffrey, dirigeait un groupe de swing et sa mère, Irene, en était la chanteuse. Il a d'abord étudié le piano, mais s'est mis à la batterie à l'âge de douze ans.

## Carrière
Steve forme le groupe Horse qui comprenait deux batteurs, dont l'ex Atomic Rooster Ric Parnell, qui ne publie qu'un seul album éponyme en 1970, il fera par la suite de nombreuses apparitions en tant que musicien de session. Il a joué et enregistré avec Paul McCartney et son groupe Wings, Elton John , Kiki Dee, G.T. Moore & The Reggae Guitars, Joe Cocker, Ian Hunter, Tommy Shaw, Julian Lennon, Dar Williams, Richard Barone, Ben E. King et Chuck Berry. En 1978, peu après avoir joué sur le single à succès d'Elton John "Ego", une rencontre fortuite dans un pub de sa ville natale de Staines avec Denny Laine lui a valu d'être invité à rejoindre le groupe Wings. Holley fut plus tard membre du groupe de Jules Shear, Reckless Sleepers.
Holley est en tournée avec Ian Hunter depuis plusieurs années en tant que membre du Rant Band de Hunter. Il joue des cymbales Pearl et Sabian.

## Horse
- 1970 : Horse du groupe Horse

## Solo
- The Reluctant Dog (2003)

## Collaborations
- 1978 : A Single Man de Elton John
- 1980 : Japanese Tears de Denny Laine
- 1981 : Perfect Timing de Kiki Dee
- 1982 : Jump Up! de Elton John
- 1984 : Valotte de Julian Lennon
- 1984 : Girls with Guns de Tommy Shaw
- 1985 : Hometown Girls de Denny Laine
- 1985 : What If de Tommy Shaw
- 1987 : No Sound But a Heart de Sheena Easton - Joue sur Wanna Give My Love
- 1992 : Night Calls de Joe Cocker

## AvecIan Hunter
- 2001 : Rant
- 2005 : The Truth, The Whole Truth And Nuthin' But The Truth
- 2007 : Shrunken Heads
- 2009 : Man Overboard
- 2009 : Live In London
- 2017 : Greatest Hits Live In London